# Championnat des joueurs de snooker
Le Championnat des joueurs de snooker (Players Championship en anglais) est un tournoi de snooker professionnel sur invitation, de catégorie classée.

## Historique
Créé en 2010, le championnat du circuit des joueurs 2010-2011 est composé de 12 épreuves échelonnées de juin 2010 à mars 2011 accueillant chacune 128 joueurs : six ont lieu en Angleterre à Sheffield et les six autres en Europe continentale. Un classement (ordre du mérite selon l’appellation anglaise) des 24 meilleurs joueurs est établi à l'issue de ces 12 épreuves en fonction des points obtenus dans chacune d'entre-elles, sous réserve d'avoir participé à au moins six épreuves, trois « anglaises » et trois « européennes ». Un tournoi final est organisé à Dublin en Irlande du 16 au 20 mars 2011.
L'épreuve est reconduite la saison suivante et son tournoi final a lieu à Galway, également en Irlande, en mars 2012.
Pour l'édition de la saison 2012-2013, les lieux des tournois de qualification sont modifiés : les six sites « européens » sont conservés, les lieux « anglais » réduits de six à cinq et trois lieux « asiatiques » ajoutés. Le nombre de joueurs qualifiés pour la phase finale est porté à 32 (28 pour le tour « européen », 4 pour le tour  « asiatique ») et son tournoi final a également lieu à Galway, en mars 2013.
Pour la saison 2013-2014, la phase finale a lieu en mars 2014, à Preston, en Angleterre après avoir été initialement prévue à Bangkok, en Thaïlande et annulée en raison de la crise politique qui touche le pays en cours d'année. Les critères de qualification sont quelque peu modifiés, 24 joueurs sont qualifiés pour le tour « européen » et 8 pour le tour  « asiatique ».
L'épreuve est reconduite en l'état au cours de la saison 2014-2015 et la finale a lieu en Asie comme prévu l'année précédente, à Bangkok, en Thaïlande, en mars 2015. Aucun changement pour l'édition de la saison 2015-2016 dont la finale se passe à Manchester en Angleterre, en mars 2016.
Pour la saison 2016-2017, le principe des tournois de qualification épars est abandonné, certains devenant des tournois locaux indépendant du tour. L'épreuve, devenue « championnat des joueurs »  (Players Championship), accueille les 16 joueurs les mieux classés du moment et se déroule à Llandudno au pays de Galles.

## Palmarès
| Année                                                 | Ville                                                 | Vainqueur                                             | Finaliste                                             | Score                                                 | Saison                                                |
| Finale du championnat du circuit des joueurs (classé) | Finale du championnat du circuit des joueurs (classé) | Finale du championnat du circuit des joueurs (classé) | Finale du championnat du circuit des joueurs (classé) | Finale du championnat du circuit des joueurs (classé) | Finale du championnat du circuit des joueurs (classé) |
| ----------------------------------------------------- | ----------------------------------------------------- | ----------------------------------------------------- | ----------------------------------------------------- | ----------------------------------------------------- | ----------------------------------------------------- |
| 2011                                                  | Dublin                                                | Shaun Murphy                                          | Martin Gould                                          | 4–0                                                   | 2010-2011                                             |
| 2012                                                  | Galway                                                | Stephen Lee                                           | Neil Robertson                                        | 4–0                                                   | 2011-2012                                             |
| 2013                                                  | Galway                                                | Ding Junhui                                           | Neil Robertson                                        | 4–3                                                   | 2012-2013                                             |
| 2014                                                  | Preston                                               | Barry Hawkins                                         | Gerard Greene                                         | 4–0                                                   | 2013-2014                                             |
| 2015                                                  | Bangkok                                               | Joe Perry                                             | Mark Williams                                         | 4–3                                                   | 2014-2015                                             |
| 2016                                                  | Manchester                                            | Mark Allen                                            | Ricky Walden                                          | 10–6                                                  | 2015-2016                                             |
| Championnat des joueurs (classé)                      |                                                       |                                                       |                                                       |                                                       |                                                       |
| 2017                                                  | Llandudno                                             | Judd Trump                                            | Marco Fu                                              | 10–8                                                  | 2016-2017                                             |
| 2018                                                  | Llandudno                                             | Ronnie O'Sullivan                                     | Shaun Murphy                                          | 10–4                                                  | 2017-2018                                             |
| 2019                                                  | Preston                                               | Ronnie O'Sullivan (2)                                 | Neil Robertson                                        | 10–4                                                  | 2018-2019                                             |
| 2020                                                  | Southport                                             | Judd Trump (2)                                        | Yan Bingtao                                           | 10–4                                                  | 2019-2020                                             |
| 2021                                                  | Milton Keynes                                         | John Higgins                                          | Ronnie O'Sullivan                                     | 10–3                                                  | 2020-2021                                             |
| 2022                                                  | Wolverhampton                                         | Neil Robertson                                        | Barry Hawkins                                         | 10–5                                                  | 2021-2022                                             |
| 2023                                                  | Wolverhampton                                         | Shaun Murphy (2)                                      | Ali Carter                                            | 10–4                                                  | 2022-2023                                             |
| 2024                                                  | Telford                                               | Mark Allen (2)                                        | Zhang Anda                                            | 10–8                                                  | 2023-2024                                             |
| 2025                                                  | Telford                                               | Kyren Wilson                                          | Judd Trump                                            | 10–9                                                  | 2024-2025                                             |

## Bilan par pays
| Pays            | Joueurs | Total | Premier titre | Dernier titre |
| --------------- | ------- | ----- | ------------- | ------------- |
| Angleterre      | 7       | 10    | 2011          | 2025          |
| Irlande du Nord | 1       | 2     | 2016          | 2024          |
| Écosse          | 1       | 1     | 2021          | 2021          |
| Chine           | 1       | 1     | 2013          | 2013          |
| Australie       | 1       | 1     | 2022          | 2022          |